# Prijevoj Colchane-Pisiga
Prijevoj Colchane-Pisiga (špa. Paso Colchane-Pisiga) je granični prijelaz između Čilea i Bolivije. S čileanske strane prijevoju se pristupa cestom 15-CH, a s bolivijske strane nacionalnom cestom 12. Najbliži čileanski grad je Colchane (regija Tarapacá), dok je s bolivijske strane najbliži grad Pisiga (departman Oruro).
Visina prijevoja je 3695 m/nm, radno vrijeme je od 08:00 do 20:00 sati i dozvoljene su sve vrste carinskih postupaka.
Prijevoj se nalazi na međuoceanskoj ruti Brazil-Bolivija-Čile.